# Berthelinia babai
Berthelinia babai is een slakkensoort uit de familie van de Juliidae. De wetenschappelijke naam van de soort is voor het eerst geldig gepubliceerd in 1965 door Burn.